# Just Around the Corner
Just Around the Corner is een nummer van de Amerikaanse band Cock Robin uit 1987. Het is de eerste single van hun tweede studioalbum After Here Through Midland.
Het nummer flopte in Amerika, maar in Europa werd het een kleine hit. In Nederland werd de plaat veel gedraaid op Radio 3 en bereikte de 19e positie in de Nederlandse Top 40 en de 14e positie in de Nationale Hitparade Top 100. In België bereikte de plaat de 11e positie in de Vlaamse Radio 2 Top 30.